# Rottalhorn (Alpy Berneńskie)
Rottalhorn – szczyt w Alpach Berneńskich, części Alp Zachodnich. Leży w Szwajcarii w kantonach Berno i Valais. Znajduje się na południowy wschód od Jungfrau. Można go zdobyć ze schroniska Rottalhütte (2755 m) lub Silberhornhütte (2663 m).